# 산청휴게소
산청휴게소(Sancheong Service Area)는 경상남도 산청군 단성면에 위치한 통영대전고속도로의 고속도로 휴게소이다. 양방향 모두 존재한다. 주소는 대전방향이 경상남도 산청군 단성면 통영대전고속도로 76, 통영방향이 경상남도 산청군 단성면 통영대전고속도로 77이다.

## 시설

### 통영 방향
- 주차장
- 화장실
- 수유실
- 농산물판매장
- 정유소 : EX-OIL, E1
- 전기차충전소
- 수소충전소
- 브랜드매장 : 로띠번, 탐앤탐스
- 현금 자동 입출금기

### 대전방향
- 주차장
- 화장실
- 수유실
- 농산물판매장
- 정유소 : EX-OIL
- 충전소 : E1
- 전기차충전소
- 수소충전소
- 브랜드매장 : 탐앤탐스, 엔젤리너스
- 현금 자동 입출금기

## 전후
대전방향
| 다음 지점          | ← | 현재 지점  | ← | 이전 지점  |
| ------------------ | - | ---------- | - | ---------- |
| 고성 나들목        | ← | 산청휴게소 | ← | 단성나들목 |
| 고성공룡나라휴게소 | ← | 산청휴게소 | ← | 함양휴게소 |

대전방향
| 다음 지점          | ← | 현재 지점  | ← | 이전 지점  |
| ------------------ | - | ---------- | - | ---------- |
| 고성 나들목        | → | 산청휴게소 | → | 단성나들목 |
| 고성공룡나라휴게소 | → | 산청휴게소 | → | 함양휴게소 |